# 喀瓦德一世

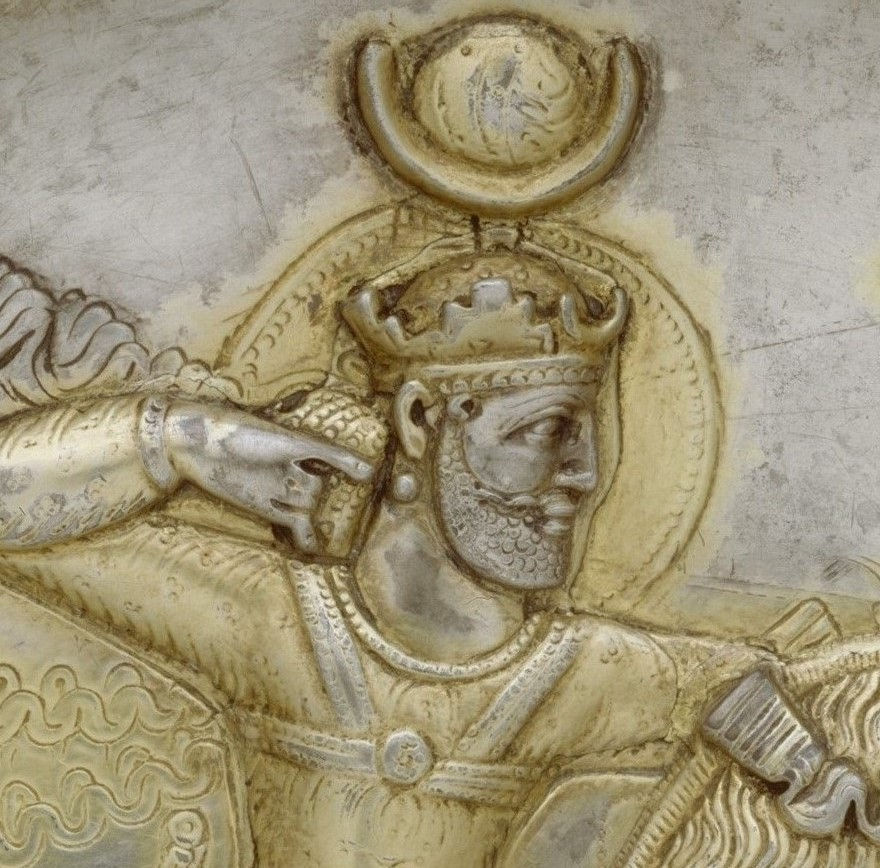
描繪薩珊國王出獵的銀盤，騎馬者可能是喀瓦德一世

喀瓦德一世（羅馬化：Kawād，473年—531年9月13日），《魏書》译作居和多。他與沙普尔二世、兒子霍斯勞一世並列為伊朗萨珊王朝的三位賢君。他15歲在國家危難中登基，從488-531年的在位期間，中間有兩年被廢黜王位（496-498年由其弟扎馬斯普當傀儡國王），復任後大大振興王權和國力，開啟薩珊朝的「第二次黃金時期」。531年死後，其子霍斯勞一世（531年～579年在位，綽號「不朽靈魂」）更將薩珊的國力推向顛峰。

## 生平

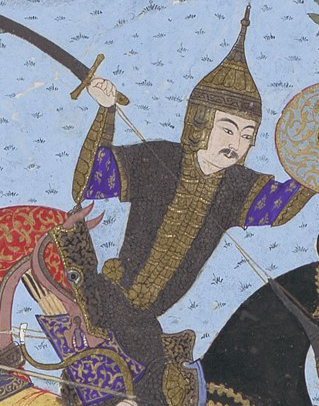
484-493年波斯權臣與實質統治者──蘇赫拉

喀瓦德的父親是薩珊波斯的卑路斯一世（457年－484年在位），其統治遇上猛烈的外患和飢荒，不但薩珊的國力大削、民生痛苦，卑路斯一世更在多次被東部的游牧帝國嚈噠人擊敗後（有次還被嚈噠俘虜，付出高額贖金才放還），於484年在戰場上被嚈噠人殺害，嚈噠大軍甚至逼近首都，燒殺擄掠並差點滅亡波斯。當時一位崛起的權臣蘇赫拉在逆勢中擊敗嚈噠軍，成為國家英雄後擁立卑路斯的弟弟、喀瓦德的叔叔巴拉什為（半傀儡）國王，四年後（488年）溫和軟弱的巴路什因為貴族和祆教僧侶的全體不滿而被廢黜（蘇赫拉支持廢黜）後，15歲的喀瓦德遂由掌握軍隊的蘇赫拉（實質統治者）擁立而當上國王。
在危難中登基的喀瓦德，面臨著王權無力但國民災難深重的景況，在經歷470年代到480年代不定期的乾旱打擊下，許多波斯農民在饑荒中餓死，但是地方上傲慢貴族對人民的剝削反而變本加厲，再加上交給嚈噠人的巨額貢金，使薩珊西部和西南的省分爆發激烈叛亂。當時軍國大政全由蘇赫拉一把抓在手，蘇赫拉經常忽視喀瓦德的要求和命令，直到493年喀瓦德迎來成年的20歲。
493年，喀瓦德為了親政而強迫蘇赫拉退休，讓他回到家鄉設拉子當省長，以為遠離首都的蘇赫拉不可能再有干涉王權的機會。但結果出乎喀瓦德意料，曾經的「救國英雄」蘇赫拉居然保持著強大威望，依然遙控著朝政，並多次吹噓自己擁立喀瓦德的功績和恩情。於是手段過人的喀瓦德，以拉一打一的方式，成功拉攏與蘇赫拉敵對的大貴族雷之沙普爾，讓雷之沙普爾率領自己的兵馬攻入設拉子，並把蘇赫拉送到首都泰西封囚禁著。喀瓦德一世鑑於中央軍過半數仍愛戴或同情蘇赫拉，於是在同年（493年）害死了蘇赫拉。這樣的雷霆手段和忘恩負義行動，引起一部分顯貴和傑出官僚的不滿，削弱了喀瓦德的支持力道和國王應有的道德合法性。

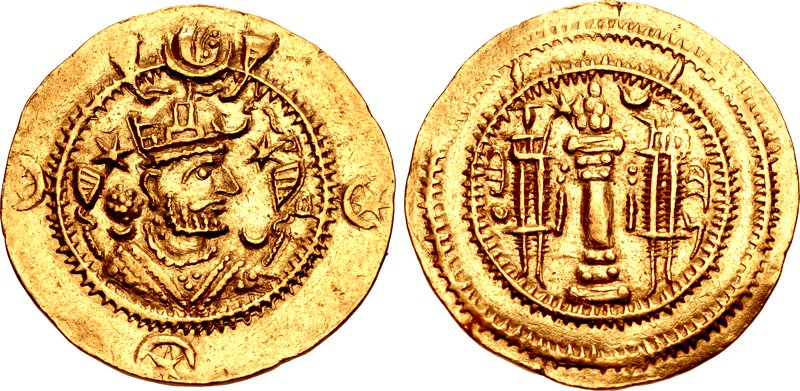
刻有喀瓦德一世頭像的金幣

喀瓦德一世是積極有為、力主改革的君王。493年親政後，他支持馬茲達克創立共產教派，認為富有者應該將他們的財富及妻子分給貧困者，他採用馬茲達克教派教條，用意明顯是要擺脫權貴及貴族的影響力。改革行動卻導致他被廢黜，並幽禁在蘇薩的「忘卻之城」，他的弟弟扎馬斯普在496年繼位。喀瓦德一世在498年得以逃脫，並受到嚈噠人的庇護。
498年，流亡在外的喀瓦德一世在嚈噠人君王的協助下率領大軍重返首都泰西封，扎馬斯普被大貴族拋棄而遜位，喀瓦德一世因此重掌王位。此後關於扎馬斯普的生平不詳，但許多人相信他受到喀瓦德一世的優待而保住餘生（雖然可能被喀瓦德燻瞎雙眼）。喀瓦德一世的重新掌權標誌著第二個黃金時代(498-622)的來臨。喀瓦德一世在得到嚈噠人的支持下向羅馬人發動攻勢。502年，他攻陷了亞美尼亞的奧多西波利斯，但旋即被羅馬人重奪。喀瓦德一世在503年攻佔阿米達（Amida），西匈奴人在翌年從高加索入侵亞美尼亞，促成了506年和約的簽訂，薩珊王朝須將阿米達歸還給羅馬人。推測大約在508-512年間，喀瓦德向東對嚈噠人發起進攻，513年重新奪回被嚈噠人佔領數十年的大呼羅珊，並停止了對嚈噠長達30年的鉅額年貢，神奇地恢復了波斯的獨立與自信。

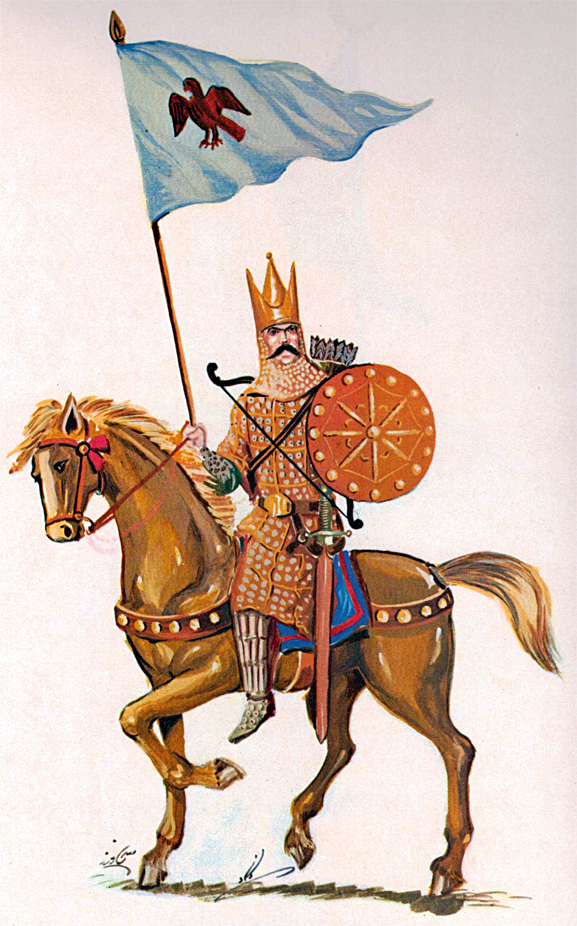
舉著「乎馬神鳥」軍旗的波斯騎兵

從6世紀初開始，喀瓦德一世改造稅務系統，創立人頭稅並對課稅田地重新丈量，不但確保稅收的公平，也強化中央力量並打擊地方貴族，逐漸扭轉5世紀下半貴族吞光國家稅收的問題。他將整個帝國分為四大部分，每個部分都由一個軍事指揮官管轄，並且有新建立的文官體系輔助，確保軍隊的糧食物資供應。此外，一個新的神職機構建立起來，此機構是窮人的保護者，負責加強僧侶的道德責任，強迫僧侶照顧底層人民的生存和利益，而這樣的責任是僧侶已長久忽視的工作。喀瓦德又建立新的主力軍，確認這些近半為騎兵的新軍由國王供養，並向國王絕對效忠。
隨著教會改造和各種改革在520年代大致完成後，喀瓦德認為馬茲達克教派已經沒有利用價值了，於是在524年（一說528年）一場設定好來消滅馬茲達克派的大辯論會中，喀瓦德殘忍無情地殺害了馬茲達克與其高層信徒。這項行動由喀瓦德最喜愛的幼子霍斯勞執行，霍斯勞從小就因聰明靈巧而備受父親喜愛，被父親當作繼承人培養，並在520年代密切參政，甚至可能主導了喀瓦德晚年的大小施政。喀瓦德甚至為了確保霍斯勞能超越其兄長們、順利繼承王位，在520年向東羅馬帝國提議，讓霍斯勞作東羅馬皇帝名義上的養子，卻被東羅馬高層以不禮貌方式回絕，
527年，羅馬人進犯尼西比斯的行動被擊退，使羅馬帝國試圖加強邊境防衛的計劃泡湯。喀瓦德一世在530年派遣統帥菲魯茲率大軍進攻羅馬要塞達拉，羅馬帝國大將貝利撒留率軍迎戰，波斯大軍在軍隊規模遠勝對方的情況下在達拉戰役當中慘敗。同年，另一支由米爾-米赫羅伊率領的波斯部隊在撒答拉被西塔斯及多羅西斯率領的羅馬軍隊擊敗。在531年的卡利尼古姆戰役，波斯與拉赫姆王國的蒙齊爾四世聯軍擊敗了貝利撒留，羅馬與波斯在翌年訂立了「永久」的和平協定。此時，喀瓦德已經在531年的圍城戰中生病去世，由其子霍斯勞一世繼位。

## 評價
由於喀瓦德一世克服了種種困難並中興波斯，因此他被認為是薩珊波斯最有為且最成功的三大君王之一。他成功振興了衰落飢餓的帝國，雖然人民生活水平的改善有限，但他替兒子霍斯勞一世鋪平了改革的障礙，替之後民生富庶、帝國強大的坦途打下堅實的基礎。現代伊朗學者尼古拉斯·辛德爾（Nicholas Schindel）評價喀瓦德一世：「他是治國的天才，即使偏愛詐術和詭計讓他成為邪氣君王，仍然是某種馬基維利型的天才國王」。